# Thăng Bình công chúa (phim truyền hình 1997)
Thăng Bình Công chúa (tiếng Trung: 醉打金枝, tiếng Anh: Taming of the princess) là bộ phim truyền hình được chiếu vào dịp Tết năm 1997 tại Hong Kong do đài TVB sản xuất, với sự tham gia của Âu Dương Chấn Hoa, Quan Vịnh Hà, Ngụy Tuấn Kiệt, Phó Minh Hiến. Phim được chiếu lại vào Tết năm 1998 và 2000.
Phim có nội dung vui nhộn, hài hước và phù hợp với mọi lứa tuổi. Rating phim luôn được giữ vừng ở mức trên 85%. Rating cao nhất của phim là 34 điểm tương đương với 1.99 triệu người xem, rating trung bình là 31 điểm tương đương với 1.82 triệu người xem. Âu Dương Chấn Hoa và Quan Vịnh Hà cũng đoạt giải Cặp đôi được yêu thích nhất ở Giải thưởng thường niên của TVB năm 1997.

## Nội dung
Thăng Bình Công chúa (Quan Vịnh Hà) vốn nổi tiếng thông minh xinh đẹp, là viên ngọc quý được Hoàng thượng nhất mực yêu thương. Khi đã đến tuổi cặp kê, Hoàng thượng vì muốn tìm cho Công chúa một đức lang quân như ý đã mở cuộc thi tuyển chọn phò mã từ khắp nơi, cuối cùng cũng chọn được cho Công chúa một người chồng tài mạo song toàn, đó chính là A Nạc Hoàng Tử của nước Hồi Hột.
Tuy nhiên đến ngày thành hôn, Thăng Bình Công chúa lại lén bỏ trốn ra khỏi hoàng cung, đến lưu lạc tại phường Trường Lạc. Tại đây, Thăng Bình quen biết với Nguyên Ái (Âu Dương Chấn Hoa) và giữa hai người nảy sinh tình cảm. Cùng lúc này, A Nạc Hoàng tử gởi thư gây sức ép lên triều đình nếu như không gả Công chúa sẽ cho quân sang đánh. Thăng Bình vì nghĩa diệt thân đành chia tay với Nguyên Ái lên đường về cung cử hành hôn lễ với Hoàng tử. Nhưng Nguyên Ái không cam lòng đánh mất người mình yêu nên đã nghĩ ra cách giành lại Công chúa.

## Diễn viên

### Quách Gia
- Âu Dương Chấn Hoa vai Nguyên Ái / Quách Ái
- Chu Mễ Mễ vai Phương Tiểu Ngọc
- Lương Gia Nhân vai Quách Tử Nghi
- Lý Long Cơ vai Cát Tường

### Hoàng cung
- Quan Vịnh Hà vai Thăng Bình Công Chúa
- Quan Thanh vai Hoàng thượng (Đường Đại Tông)
- Hàn Mã Lợi vai Thục Phi
- Trần Ngạn Hành vai Ngọc Chân
- Đặng Triệu Tôn vai Thái tử Lý Quát (Lý Thích)
- Mạc Gia Nghiêu vai Lý Dật (nhị hoàng tử)
- Lưu Gia Huy vai Bát Hiền Vương
- Trần An Doanh vai Như Ý
- An Đức Tôn vai A Nạc Hoàng Tử

### Phường Trường Lạc
- Ngụy Tuấn Kiệt vai Lý Bạch
- Phó Minh Hiến vai Hoa Điêu
- La Mãng vai Đại Lực
- Lý Tử Kỳ vai Bốc Nhất Bốc
- Vương Vĩ Lương vai Hoa Thập Bát
- Khang Hoa vai Lục Kiều
- Mã Đức Chung vai Lăng Khôn

### Nhân vật khác
- La Lan vai Vương Thái Mụ

## Giải thưởng

### Giải thưởng thường niên của TVB1997
- Cặp đôi hài hước được yêu thích nhất: Âu Dương Chấn Hoa, Quan Vịnh Hà (thắng)[1]